# 자카리아 라비아드
자카리아 라비아드(베르베르어: ⵣⴰⵎⴰⵔⵉⵢⴰ ⵍⴱⵢⴰⴷ; Zakaria Labyad, 1993년 3월 9일 ~ )는 네덜란드계 모로코 축구 선수로, 현재 에레디비시의 FC 위트레흐트 소속이다.